# Probeta (militar)
Se llama probeta a la máquina pirotécnica utilizada para probar la calidad y violencia de la pólvora. 
Se han conocido varias especies de probetas: algunas levantaban pesos,  otras hacían dar vueltas a una rueda de hierro dentada, y otras en fin, despedían balas de varios calibres a cierta distancia con mayor o menor elevación. La probeta generalmente admitida a principios del siglo XIX era la del morterete o pequeño mortero del diámetro de siete pulgadas y nueve puntos y cuya puntería se fijaba a cuarenta y cinco grados de elevación: tres onzas de pólvora colocada en el morterete debían despedir una bala del peso de cuarenta y cinco libras castellanas a la distancia de cincuenta toesas por lo menos. La pólvora que no producía este efecto no se admitía en los Reales almacenes de artillería. Las partes y molduras del morterete eran, con muy poca diferencia, las mismas que las del mortero. 